# Cal Orcko
Cal Orcko o Cal'Orcko (de la voz quechua Cal Urqu, 'Cerro de Cal') es un yacimiento paleontológico declarado Monumento Natural Paleontológico de Bolivia mediante Decreto Supremo 25211 del 30 de octubre de 1998.
El yacimiento fue hallado en la cantera de una fábrica de cemento, cercana a la ciudad de Sucre, en el departamento de Chuquisaca. Es el sitio con huellas de dinosaurios más importante del mundo, ya que contiene entre  5.000 y 10 000 huellas, formando 464 trayectorias de al menos 15 especies de dinosaurios, algunas fuentes mencionan cerca de 300, de 5 tipos diferentes.
El descubrimiento es una enorme contribución a la historia y a la ciencia, que revela datos no conocidos hasta ahora sobre el final del periodo Cretácico y el inicio del Terciario, hace unos 68 millones de años, documentando así la alta diversidad de dinosaurios mejor que cualquier otro sitio en el mundo.
Hasta su hallazgo, el sitio más grande e importante era Khjoda-Pil-ata, en Turkmenistán, y otros en Portugal, Gran Bretaña, España y Suiza. Cal Orcko sin embargo, es varias veces mayor que aquellos: en otras partes del mundo solo se encontraban hasta 220 huellas de solamente dos especies.

## Ubicación
Está situado al este de la ciudad de Sucre. El inmenso yacimiento está localizado en un farallón con pendiente de 73 grados, de 80 metros de altura y 1.200 metros de largo. Allí se encuentran huellas de diferentes especies de dinosaurios impresas durante el Cretácico Superior.

## Formación del yacimiento
Se cree que el sector ocupado por Sucre formaba parte de un enorme lago superficial que llegaba hasta Argentina, posteriormente el lago se habría secado y como producto del movimiento de las placas tectónicas de los Andes la capa base del lago se habría elevado hasta tomar su posición actual con 70° de inclinación.
Cal Orcko es parte de la Formación El Molino, del cretácico terminal caracterizada por  una secuencia de calizas, dolomitas, margas y arcillas intercaladas, que yace sobre la base de la Formación Chaunaca.

## Historia
La primera constatación de su existencia se remonta a 1985, pero fue de 1994 a 1998 cuando un equipo de paleontólogos bolivianos, europeos y estadounidenses encabezados por Meyer estudió y certificó el yacimiento. En esos años, se había contabilizado alrededor de 3.000 huellas de terópodos, ornitópodos y saurópodos en el farallón de Cal Orcko.
Hace tiempo que a los obreros les llamaba la atención las raras impresiones que  en 1994 fueron identificadas por Klaus Pedro Schütt paleontólogo aficionado local como huellas de saurios. A pesar de eso no pudo lograr que expertos extranjeros visiten el lugar. Posteriormente uno de los videos realizados por Schütt llegó a manos del suizo Christian Meyer en Suiza alentando al investigador de la prehistoria; el especialista de huellas de dinosaurios viajó a Sucre y quedó fascinado ante lo que vio. "Fue una visión que te dejaba sin aliento", menciona. El investigador conoce personalmente todos los yacimientos importantes del mundo, desde Canadá pasando por las Seychelles hasta Turkmenistán.
En 2006, la naturaleza dejó al descubierto otras 3.000 huellas más, y en marzo del mismo año se inauguró el Parque Cretácico en el mismo terreno del farallón, en el que hay réplicas exactas de las diferentes especies de dinosaurios que dejaron sus huellas en el lugar. En abril de ese año, el paleontólogo Christian Meyer anunció que las huellas superaban las 10.000.

### Postulación para Patrimonio de la humanidad
En agosto de 2017 las autoridades municipales de Sucre presentaron una carpeta de postulación en un acto en la ciudad de La Paz, con el fin de postular al yacimiento de Cal Orcko como Patrimonio natural de la humanidad de la Unesco. Actualmente, el yacimiento se encuentra en la lista tentavia de patrimonios de la UNESCO.

## Características
Cal Urqu fue un golpe de suerte por varias razones. Para empezar, la magnitud de la pared de caliza es impresionante, más de 25000 metros cuadrados. 

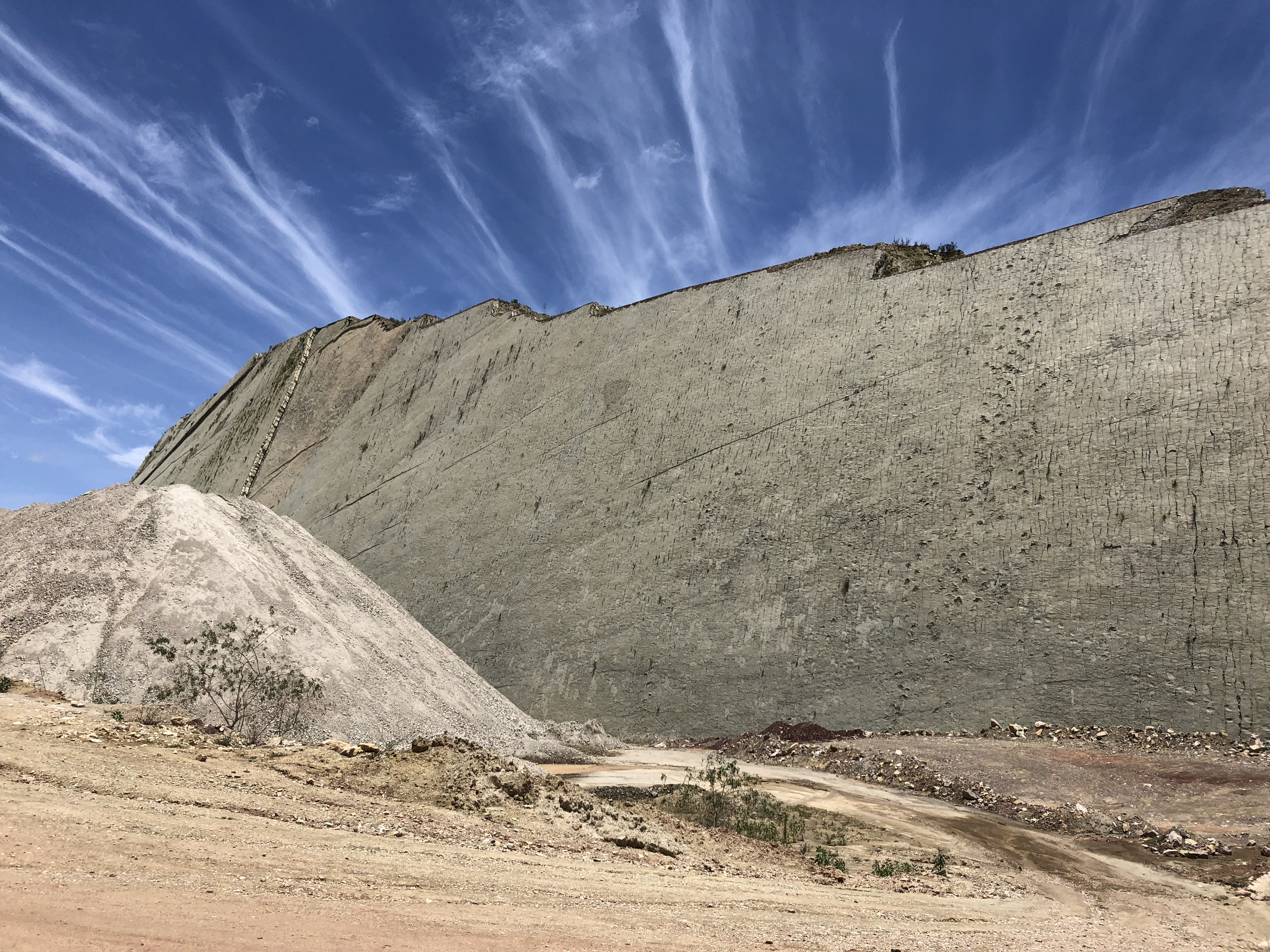
El farallón en el que se hallan las huellas.

Cal Urqu era en el Cretácico Superior un inmenso lago de poca profundidad. En el Terciario, cuando se formó la cordillera de los Andes, los movimientos tectónicos llevaron ese antiguo lecho a una posición vertical.
El yacimiento presenta hasta siete diferentes capas de huellas, algunas capas emergen por la erosión o caen a causa de la posición del yacimiento, dejando emerger capas nuevas. Algunas huellas siguen patrones de desplazamiento y otras presentan diseños intrincados lo que ha hecho que algunos designen esos sectores como la pista de baile de los dinosaurios.

### Huellas

#### Anquilosaurio

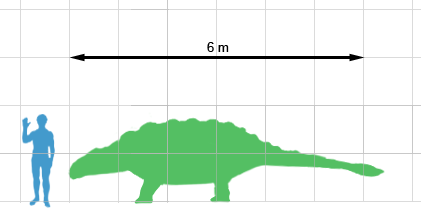
Escala de un anquilosaurio.

Se han identificado huellas de anquilosaurio, un cuadrúpedo herbívoro que se creía inexistente en Sudamérica.

#### Saurópodos

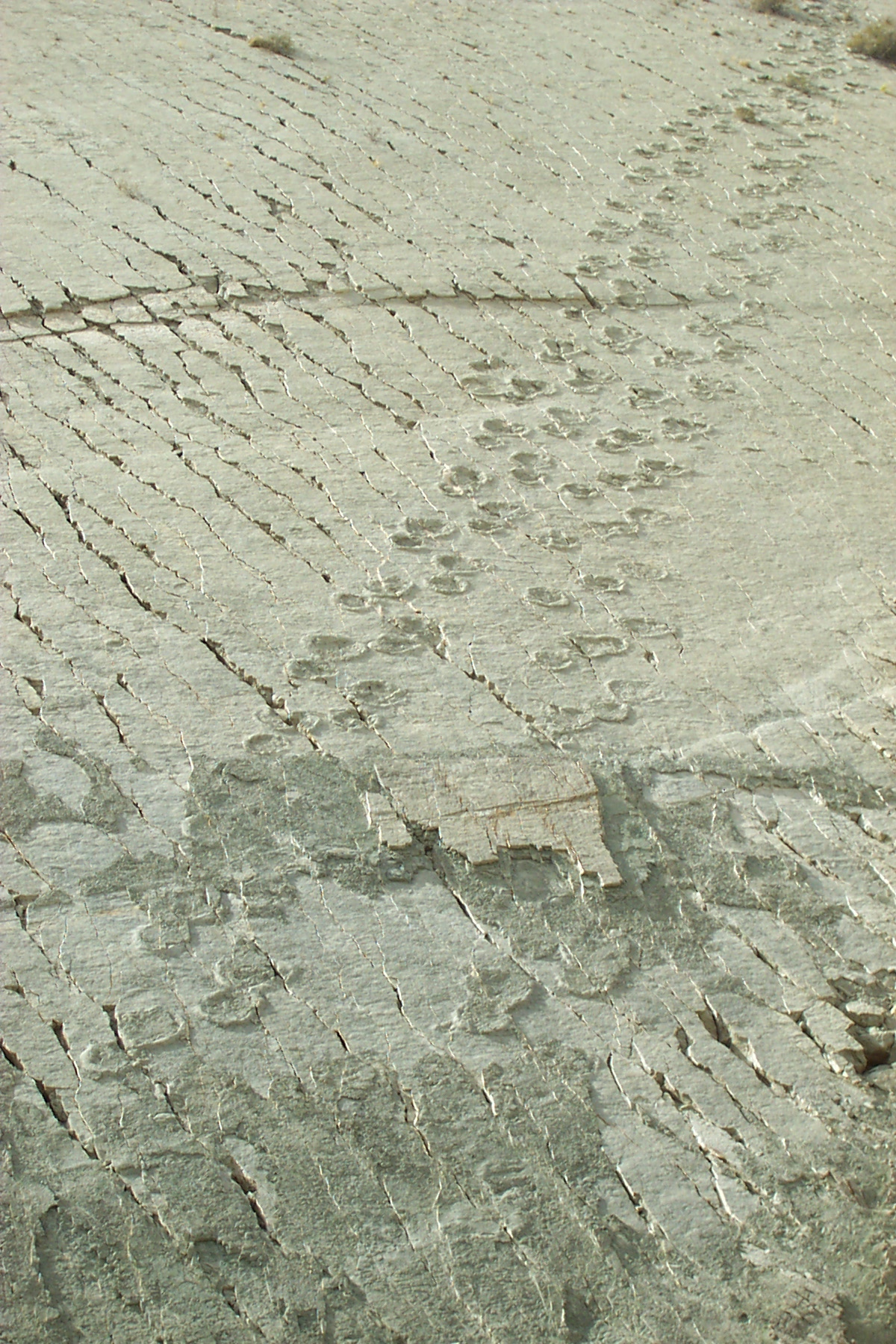
Huellas de titanosaurio.

También se encontraron rastros de herbívoros saurópodos, incluyendo al gigantesco Titanosaurio, con unas huellas de 70 centímetros de largo.

#### Terópodos
Existen huellas de terópodos, grandes depredadores con huellas de 35 centímetros de diámetro y una trayectoria rastreable en el yacimiento de 350 m, la más larga jamás encontrada.

#### Otras especies
También se hallaron huellas de tortugas, cocodrilos, peces y algas del Cretácico Superior, que permitirán a los paleontólogos mejorar el conocimiento sobre esta época.
Que las pisadas de los saurios y los restos de tortugas, cocodrilos, peces y algas sean del Cretácico final, es para Meyer algo muy afortunado. Hasta ahora casi no existían datos de esa época.

### Restos óseos
En el yacimiento también se hallaron huesos de pterosaurios.

## Importancia de los hallazgos
Por las características del yacimiento, los hallazgos permiten el estudio de los hábitos sociales de los dinosaurios del periodo, pudiendo establecerse patrones de desplazamiento en grupo, las huellas muestran a especímenes juveniles solos y otros acompañados por adultos de la misma especie. Al respecto dice Meyer: 
“Cal Orck’o proporciona una ventana rara a la diversidad de dinosaurios en América del Sur y documenta el comportamiento individual, así como diferentes tipos de locomoción (por ejemplo, cojera, detención, giro) y amplias variaciones en la velocidad de locomoción. "
De acuerdo a los estudios realizados se ha planteado la existencia de dos nuevas icnoespecies: que serían bautizadas como: Calorko saurupis sucrense y Sucre saurupis bolivienses. En 2018 se describió una nueva icnoespecie, Calorckosauripus lazari, atribuida a un titanosaurio.

## Parque Cretácico
Para la conservación de este yacimiento se abrió en marzo de 2006 el Parque Cretácico, un área recreativa y educacional en el que hay réplicas de las diferentes especies de dinosaurios que marcaron sus huellas en Cal Orcko. Este museo alberga además un museo audiovisual que transporta a los visitantes a la prehistoria. La creación de dicho parque se debe a la cooperación del BID, FANCESA, SOBOCE, además de escultores bolivianos. El director del Museo de Historia Natural de Basilea, Christian Meyer, que también presidió los trabajos de identificación y certificación de las huellas, intervino en la proyección del Parque Cretácico.
El parque que permite la observación del yacimiento se convirtió en uno de los mayores atractivos turísticos de la ciudad de Sucre.
La zona cercana es con frecuencia espacio de hallazgos paleontológicos como la huella de un  Abelisaurus comahuensis, un gran espécimen con huellas de 1, 2 m de diámetro, hallado en el Departamento de Chuquisaca.